# تابوينكا
بلدية تابوينكا (بالإسبانية: Tabuenca) هي بلدية تقع في مقاطعة سرقسطة التابعة لمنطقة أراغون شمال شرق إسبانيا.

## الديموغرافيا
بلغ عدد سكان بلدية تابوينكا 394 نسمة عام 2011 (وفقاً للمعهد الوطني الإسباني للإحصاء).
| 497 | 480 | 487 | 454 | 424 | 411 | 394 |